# Stefanka (ciastko)
Stefanka – ciastko przygotowane z kilku (4-7) cienkich (3 mm) płatów ciasta biszkoptowo-tłuszczowego przełożonych kremem, pokryte z wierzchu cienką warstwą kremu i polewą kakaową. 
Porównaj z: stefanka (tort).